# Acanthothecis gyridia
Acanthothecis gyridia är en lavart som först beskrevs av Stirt., och fick sitt nu gällande namn av A. W. Archer. Acanthothecis gyridia ingår i släktet Acanthothecis och familjen Graphidaceae.   Inga underarter finns listade i Catalogue of Life.